# Aitana Bonmatí
Aitana Bonmatí (Vilanova i la Geltrú, 18 de janeiro de 1998) é uma futebolista espanhola que atua como meio-campista. Atualmente, ela joga pelo Barcelona.

## Carreira profissional

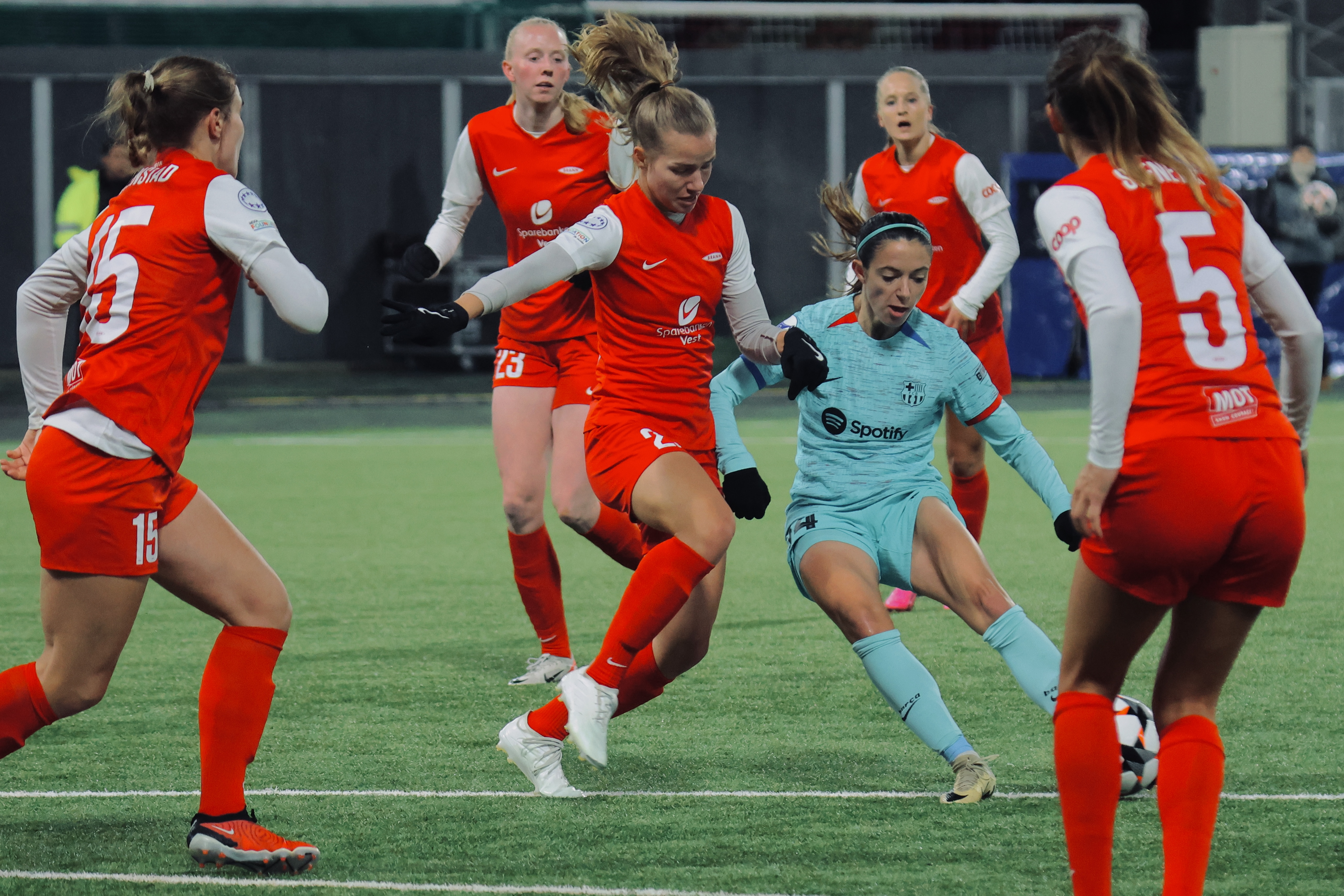
Aitana cercada por rivais em partida da Liga dos Campeões, março de 2024.

Bonmatí ingressou na equipe juvenil do Barcelona aos 14 anos. Em 2014, ela jogou pelo Barcelona B. Durante a temporada 2015/16, desempenhou um papel importante na conquista do campeonato da segunda divisão do grupo III. No final da temporada, ela foi promovida para a equipe principal do Barcelona. Desde então, a atleta conquistou  (2019/20, 2020/21, 2021/22 e 2022/23) e duas vezes a Liga dos Campeões da UEFA (2020/21 e 2022/23).
Pela seleção espanhola, Bonmatí foi convocada pela primeira vez em 2017 para participar em um jogo de qualificação para a Copa do Mundo de 2019 contra a Áustria (vitória por 4–0). Dois anos depois, ela fez parte da lista de jogadoras selecionadas para participar esse Mundial realizado na França, do qual ela atuou em duas partidas da campanha e teve uma participação discreta. Em 2023, ela foi incluída na equipe de 23 jogadoras para a Copa do Mundo Feminina da FIFA de 2023. Foi eleita a melhor jogadora do mundo na temporada de 2023.

## Títulos
Barcelona B
- Terceira Federação Feminino: 2015–16 (Grupo-III)

Barcelona
- Liga F: 2019–20, 2020–21, 2021–22, 2022–23, 2023–24
- Liga dos Campeões Feminina da UEFA: 2020–21,[2] 2022–23,[3] 2023–24[4]
- Copa de la Reina: 2017, 2018, 2019–20, 2020–21, 2021–22, 2023–24
- Supercopa da Espanha Feminino: 2019–20, 2021–22, 2022–23, 2023–24
- Copa Cataluña Feminino: 2016, 2017, 2018, 2019

Espanha
- Copa do Mundo de Futebol Feminino: 2023[5]
- Liga das Nações Feminina da UEFA: 2023–24[6]

### Prêmios Individuais
- Bola de Ouro da Copa do Mundo Feminina: 2023
- Jogadora do Ano da UEFA: 2022–23
- Ballon d'Or: 2023,[7] 2024
- The Best FIFA: 2023, 2024[8]
- FIFPro Women's World XI: 2023
- Jogadora do ano pela IFFHS: 2023 e 2024[9]
- Seleção do Ano da FIFA: 2024[10]
- Prêmio Laureus do Esporte Mundial de atleta feminina do ano: 2024[11]
- Jogadora de Ouro (Tuttosport): 2023,[12] 2024[13]
- Seleção do Campeonato Europeu Feminino: 2022[14]
- Seleção do Campeonato Europeu Feminino Sub-17: 2015
- Melhor jogadora da final da Copa de la Reina: 2019–20
- Melhor jogadora da final da Supercopa da Espanha: 2022–23
- Jogadora Catalã do Ano: 2019
- Melhor jogadora de final da Liga dos Campeões Feminina da UEFA: 2020–21
- Time da temporada da Liga dos Campeões Feminina da UEFA: 2020–21, 2022–23, 2023–24[15]
- Jogadora das Finais da Liga das Nações Feminina da UEFA: 2023–24[16]
- Jogadora da temporada da Liga dos Campeões Feminina da UEFA: 2022–23, 2023–24[17]

## Prêmios
- 2023 - 100 mulheres mais inspiradoras do mundo pela BBC.[18]